# دحاس جنوبي
دَحََاس جنوبي أو الحوت قنيني الخطم الجنوبي (الاسم العلمي: Hyperoodon planifrons) هو نوع من الحيتانيات، يتبع جنس حيتان قارورية الأنف.